# ایستگاه متروی میل هیل شرقی
ایستگاه متروی میل هیل شرقی (انگلیسی: Mill Hill East tube station) یک ایستگاه در خط شمالی متروی لندن است.
این ایستگاه که در سال ۱۸۶۷ راه‌اندازی شده ابتدا جزئی از راه‌آهن بزرگ شمالی بریتانیا بوده اما در سال ۱۹۳۹ بسته شده و سپس در سال ۱۹۴۱ به عنوان ایستگاه خط شمالی متروی لندن راه‌اندازی شده است.